# Чемпіонат СРСР з футболу 1984: шоста зона другої ліги
Чемпіонат УРСР з футболу 1984 — 14-й турнір серед команд української зони другої ліги. Тривав з 31 березня по 16 жовтня 1984 року.

## Огляд
Чотирнадцятий турнір проводився за новою, двоступеневою системою. Чемпіонат тривав 213 днів. За цей час було проведено 482 матчі.
У першості взяло участь 617 футболістів. Найбільше гравців виступало за «Дніпро» з Черкас — 32. Найстабільнішим був склад бережанської «Ниви», в її лавах виступало 19 футболістів. Всі без винятку матчі чемпіонату провели 45 гравців.
У воротах побувало 1142 м'ячі. Середня результативність — 2,36 м'яча є рекордною за час існування ліги. Найщедрішим на голи був мікротурнір команд, що розігрували 13–26-е місця. Тут було забито 235 м'ячів у 98 поєдинках (2,61 за матч). Найбільше голів глядачі побачили в зустрічах за участю «Поділля» — 109 (52 забито і 57 пропущено). Найкращі бомбардири першості: Віктор Насташевський (СКА Київ) — 22 і Федір Васильченко («Шахтар» Горлівка) — 20.
56 матчів завершилося з перевагою в три і більше м'ячів. Найбільше перемог з великим рахунком у вінницької «Ниви» — 6.
Господарі набрали 68,6 відсотків очок, гості — 31,4. Господарі виграли 266 матчів, програли 87, нічиїх — 129. Різниця забитих і пропущених м'ячів: 756–406. Найкраще у рідних стінах виступав «Колос» з Павлоградського району — 33 очка в 18 матчах.
Своєрідний рекорд установив миколаївський «Суднобудівник»: у порівнянні з чемпіонатом 1983 року він піднявся у таблиці розіграшу на 21 місце.
У 482 зустрічах було зафіксовано 23 варіанти рахунку. Найчастіше зістрічався — 1:0 (98 разів). 129 матчів закінчилося внічию (26,7% від загальної кількості поєдинків). 61 гра закінчилася нульовою нічиєю.
Найбільшу серію ігор без поразок провела «Нива» з Бережан — 12 поспіль. Горлівський «Шахтар» 16 заключних матчів чемпіонату не йшов з поля без гола.
482 гри чемпіонату УРСР подивилися 2 085 000 глядачів, в середньому — 4 326 за матч.

## Перший етап

### І група
| М  | Команда                          | 1   | 2   | 3   | 4   | 5   | 6   | 7   | 8   | 9   | 10  | 11  | 12  | 13  | І  | В  | Н  | П  | М     | О  |
| -- | -------------------------------- | --- | --- | --- | --- | --- | --- | --- | --- | --- | --- | --- | --- | --- | -- | -- | -- | -- | ----- | -- |
| 1  | «Нива» (Вінниця)                 |     | 4:0 | 0:0 | 2:0 | 2:0 | 0:1 | 6:2 | 2:1 | 0:0 | 2:0 | 3:1 | 4:1 | 2:0 | 24 | 13 | 9  | 2  | 42-13 | 35 |
| 2  | «Прикарпаття» (Івано-Франківськ) | 0:0 |     | 3:1 | 1:1 | 0:1 | 1:0 | 1:0 | 2:1 | 2:0 | 1:1 | 0:0 | 2:0 | 1:0 | 24 | 11 | 6  | 7  | 23-23 | 28 |
| 3  | СКА (Київ)                       | 1:1 | 4:0 |     | 2:3 | 0:0 | 1:1 | 0:0 | 3:0 | 2:1 | 1:0 | 6:0 | 0:0 | 2:0 | 24 | 10 | 8  | 6  | 38-22 | 28 |
| 4  | «Закарпаття» (Ужгород)           | 0:0 | 2:2 | 0:2 |     | 2:0 | 1:1 | 2:1 | 2:1 | 2:1 | 4:4 | 3:0 | 1:0 | 3:1 | 24 | 9  | 10 | 5  | 32-27 | 28 |
| 5  | «Авангард» (Рівне)               | 1:1 | 0:0 | 3:1 | 0:0 |     | 1:0 | 0:0 | 2:1 | 3:0 | 1:0 | 3:2 | 1:1 | 0:0 | 24 | 9  | 10 | 5  | 22-21 | 28 |
| 6  | «Торпедо» (Луцьк)                | 0:2 | 1:0 | 1:0 | 1:0 | 3:1 |     | 1:1 | 1:0 | 2:0 | 0:1 | 2:1 | 1:0 | 2:0 | 24 | 11 | 5  | 8  | 20-20 | 27 |
| 7  | «Буковина» (Чернівці)            | 1:0 | 0:1 | 2:1 | 1:1 | 0:0 | 1:0 |     | 1:0 | 0:1 | 2:0 | 1:2 | 4:0 | 1:0 | 24 | 10 | 7  | 7  | 28-19 | 27 |
| 8  | «Нива» (Бережани)                | 0:0 | 2:0 | 2:1 | 2:0 | 4:0 | 2:0 | 1:0 |     | 3:0 | 2:0 | 3:0 | 1:0 | 2:0 | 24 | 11 | 4  | 9  | 30-21 | 26 |
| 9  | «Спартак» (Житомир)              | 2:2 | 2:0 | 1:1 | 0:2 | 1:1 | 5:0 | 1:4 | 0:0 |     | 3:1 | 1:0 | 3:0 | 2:1 | 24 | 10 | 6  | 8  | 32-29 | 26 |
| 10 | «Поділля» (Хмельницький)         | 1:3 | 1:0 | 1:2 | 1:1 | 1:2 | 0:1 | 1:2 | 2:0 | 1:2 |     | 2:1 | 3:2 | 4:0 | 24 | 7  | 3  | 14 | 28-39 | 17 |
| 11 | «Десна» (Чернігів)               | 0:2 | 0:1 | 3:5 | 2:0 | 1:0 | 1:1 | 0:0 | 3:0 | 0:3 | 3:0 |     | 3:1 | 0:0 | 24 | 6  | 5  | 13 | 24-39 | 17 |
| 12 | «Динамо» Ірпінь                  | 1:1 | 1:3 | 0:0 | 2:2 | 0:1 | 1:0 | 0:4 | 2:2 | 1:1 | 3:1 | 1:1 |     | 1:0 | 24 | 4  | 8  | 12 | 20-39 | 16 |
| 13 | «Дніпро» (Черкаси)               | 0:3 | 1:2 | 0:2 | 0:0 | 1:1 | 0:0 | 0:0 | 0:0 | 1:2 | 1:2 | 1:0 | 0:2 |     | 24 | 1  | 7  | 16 | 7-34  | 9  |

### ІІ група
| М  | Команда                       | 1   | 2   | 3   | 4   | 5   | 6   | 7   | 8   | 9   | 10  | 11  | 12  | 13  | І  | В  | Н | П  | М     | О  |
| -- | ----------------------------- | --- | --- | --- | --- | --- | --- | --- | --- | --- | --- | --- | --- | --- | -- | -- | - | -- | ----- | -- |
| 1  | «Суднобудівник» (Миколаїв)    |     | 3:2 | 1:0 | 0:0 | 3:1 | 0:0 | 1:0 | 0:0 | 2:0 | 1:0 | 1:1 | 1:0 | 4:0 | 24 | 14 | 6 | 4  | 33-15 | 34 |
| 2  | «Кривбас» (Кривий Ріг)        | 1:0 |     | 1:1 | 2:0 | 1:1 | 0:0 | 1:0 | 0:0 | 1:0 | 2:1 | 2:1 | 1:2 | 4:0 | 24 | 12 | 8 | 4  | 33-22 | 32 |
| 3  | «Колос» (Межиріч)             | 1:2 | 0:0 |     | 3:2 | 3:1 | 1:0 | 1:0 | 1:0 | 1:0 | 2:0 | 3:0 | 6:2 | 1:0 | 24 | 13 | 5 | 6  | 35-23 | 31 |
| 4  | СКА (Одеса)                   | 3:2 | 2:0 | 0:1 |     | 5:0 | 2:1 | 1:1 | 2:0 | 0:0 | 3:1 | 2:1 | 4:3 | 3:0 | 24 | 13 | 5 | 6  | 42-24 | 31 |
| 5  | «Кристал» (Херсон)            | 1:0 | 1:1 | 4:1 | 3:2 |     | 1:0 | 2:0 | 1:0 | 4:3 | 2:2 | 0:0 | 1:0 | 4:1 | 24 | 11 | 6 | 7  | 34-33 | 28 |
| 6  | «Новатор» (Жданов)            | 0:1 | 1:3 | 0:0 | 2:2 | 2:0 |     | 2:0 | 1:0 | 2:1 | 1:0 | 0:0 | 2:0 | 1:2 | 24 | 9  | 7 | 8  | 19-17 | 25 |
| 7  | «Шахтар» (Горлівка)           | 4:3 | 3:0 | 0:2 | 1:0 | 0:1 | 3:0 |     | 2:2 | 2:0 | 0:0 | 1:1 | 2:1 | 1:0 | 24 | 9  | 5 | 10 | 27-25 | 23 |
| 8  | «Зірка» (Кіровоград)          | 0:1 | 2:3 | 3:1 | 1:0 | 2:1 | 0:1 | 2:2 |     | 2:1 | 2:2 | 2:1 | 2:0 | 3:1 | 24 | 8  | 7 | 9  | 31-29 | 23 |
| 9  | «Маяк» (Харків)               | 0:1 | 2:2 | 3:2 | 0:1 | 1:0 | 1:0 | 1:2 | 2:1 |     | 0:0 | 1:0 | 1:0 | 2:0 | 24 | 8  | 5 | 11 | 22-26 | 21 |
| 10 | «Атлантика» (Севастополь)     | 0:0 | 0:2 | 1:1 | 0:1 | 4:2 | 0:0 | 1:0 | 2:1 | 2:1 |     | 2:0 | 1:1 | 1:1 | 24 | 6  | 9 | 9  | 23-26 | 21 |
| 11 | «Металург» (Дніпродзержинськ) | 1:1 | 0:1 | 2:0 | 2:5 | 1:2 | 0:2 | 1:3 | 1:1 | 1:2 | 1:0 |     | 2:1 | 2:1 | 24 | 4  | 7 | 13 | 23-38 | 15 |
| 12 | «Стахановець» (Стаханов)      | 0:3 | 1:1 | 0:2 | 0:2 | 0:0 | 0:0 | 1:0 | 1:3 | 0:0 | 2:0 | 2:2 |     | 2:1 | 24 | 4  | 7 | 13 | 21-39 | 15 |
| 13 | «Океан» (Керч)                | 0:2 | 1:2 | 1:1 | 0:0 | 1:1 | 0:1 | 1:0 | 2:2 | 0:0 | 0:3 | 3:2 | 2:2 |     | 24 | 3  | 7 | 14 | 18-44 | 13 |

## Другий етап

### Фінал за 1-12 місця
| М  | Команда                          | 1   | 2   | 3   | 4   | 5   | 6   | 7   | 8   | 9   | 10  | 11  | 12  | І  | В  | Н  | П  | М     | О  |
| -- | -------------------------------- | --- | --- | --- | --- | --- | --- | --- | --- | --- | --- | --- | --- | -- | -- | -- | -- | ----- | -- |
| 1  | «Нива» (Вінниця)                 |     | 1:0 | 1:0 | 0:0 |     | 4:0 | 3:0 |     |     |     |     | 1:0 | 36 | 21 | 10 | 5  | 58-18 | 52 |
| 2  | «Колос» (Межиріч)                | 1:0 |     |     |     | 2:0 |     |     | 4:1 | 1:0 | 4:2 | 3:1 |     | 36 | 23 | 5  | 8  | 60-34 | 51 |
| 3  | «Суднобудівник» (Миколаїв)       | -:+ |     |     |     | 0:0 |     |     | 2:0 | 4:1 | 4:0 | 2:0 |     | 36 | 20 | 9  | 7  | 51-22 | 49 |
| 4  | СКА (Одеса)                      | 2:1 |     |     |     | 2:0 |     |     | 3:1 | 0:0 | 3:0 | 2:0 |     | 36 | 19 | 7  | 10 | 65-37 | 45 |
| 5  | «Закарпаття» (Ужгород)           |     | 2:0 | 1:1 | 3:2 |     | 1:0 | 4:0 |     |     |     |     | 2:0 | 36 | 14 | 13 | 9  | 49-41 | 41 |
| 6  | «Кривбас» (Кривий Ріг)           | 1:3 |     |     |     | 1:1 |     |     | 2:2 | 1:0 | 2:0 | 1:1 |     | 36 | 14 | 13 | 9  | 44-42 | 41 |
| 7  | «Кристал» (Херсон)               | 1:0 |     |     |     | 1:0 |     |     | 0:0 | 3:1 | 1:0 | 2:0 |     | 36 | 16 | 8  | 12 | 45-47 | 40 |
| 8  | СКА (Київ)                       |     | 1:3 | 3:1 | 1:6 |     | 3:0 | 2:2 |     |     |     |     | 1:1 | 36 | 13 | 12 | 11 | 56-48 | 38 |
| 9  | «Прикарпаття» (Івано-Франківськ) |     | 0:1 | 0:1 | 3:1 |     | 2:0 | 1:0 |     |     |     |     | 0:0 | 36 | 14 | 8  | 14 | 31-36 | 36 |
| 10 | «Авангард» (Рівне)               |     | 2:3 | 1:3 | 2:1 |     | 1:1 | 1:0 |     |     |     |     | 1:0 | 36 | 12 | 12 | 12 | 23-43 | 36 |
| 11 | «Торпедо» (Луцьк)                |     | 1:3 | 0:0 | 2:1 |     | 2:2 | 2:1 |     |     |     |     | 2:3 | 36 | 13 | 9  | 14 | 31-40 | 35 |
| 12 | «Новатор» (Жданов)               | 0:2 |     |     |     | 5:3 |     |     | 2:3 | 1:0 | 0:0 | 0:0 |     | 36 | 12 | 11 | 13 | 31-32 | 35 |

### Фінал 13-26 місця
| М  | Команда                       | 13  | 14  | 15  | 16  | 17  | 18  | 19  | 20  | 21  | 22  | 23  | 24  | 25  | 26  | І  | В  | Н  | П  | М     | О  |
| -- | ----------------------------- | --- | --- | --- | --- | --- | --- | --- | --- | --- | --- | --- | --- | --- | --- | -- | -- | -- | -- | ----- | -- |
| 13 | «Нива» (Бережани)             |     |     | 1:1 |     | 2:1 | 3:1 |     |     |     | 2:2 | 2:0 | 3:0 | 4:0 |     | 38 | 17 | 10 | 11 | 52-32 | 44 |
| 14 | «Буковина» (Чернівці)         |     |     | 2:1 |     | 0:0 | 2:0 |     |     |     | 5:0 | 2:0 | 0:0 | 2:1 |     | 38 | 15 | 10 | 13 | 45-36 | 40 |
| 15 | «Шахтар» (Горлівка)           | 1:1 | 2:1 |     | 1:1 |     |     | 2:1 | 1:1 | 2:0 |     |     |     |     | 1:0 | 38 | 15 | 10 | 13 | 48-41 | 40 |
| 16 | «Спартак» (Житомир)           |     |     | 1:3 |     | 1:0 | 1:0 |     |     |     | 0:0 | 2:2 | 1:1 | 2:1 |     | 38 | 14 | 11 | 13 | 50-48 | 39 |
| 17 | «Маяк» (Харків)               | 2:1 | 0:0 |     | 3:0 |     |     | 3:1 | 2:0 | 2:2 |     |     |     |     | 0:0 | 38 | 14 | 10 | 14 | 39-35 | 38 |
| 18 | «Зірка» (Кіровоград)          | 0:0 | 5:1 |     | 1:1 |     |     | 1:1 | 3:1 | 3:2 |     |     |     |     | 3:1 | 38 | 13 | 11 | 14 | 54-49 | 38 |
| 19 | «Поділля» (Хмельницький)      |     |     | 2:1 |     | 1:2 | 0:0 |     |     |     | 3:0 | 4:0 | 4:1 | 3:1 |     | 38 | 13 | 6  | 19 | 52-57 | 32 |
| 20 | «Десна» (Чернігів)            |     |     | 1:1 |     | 1:0 | 3:1 |     |     |     | 2:1 | 2:1 | 2:1 | 3:3 |     | 38 | 12 | 8  | 18 | 44-63 | 32 |
| 21 | «Динамо» (Ірпінь)             |     |     | 4:3 |     | 0:0 | 4:3 |     |     |     | 0:0 | 1:2 | 1:1 | 2:1 |     | 38 | 9  | 13 | 16 | 40-59 | 31 |
| 22 | «Атлантика» (Севастополь)     | 1:2 | 3:0 |     | 0:5 |     |     | 1:1 | 4:0 | 0:1 |     |     |     |     | 3:0 | 38 | 9  | 13 | 16 | 39-49 | 31 |
| 23 | «Стахановець» (Стаханов)      | 0:0 | 2:1 |     | 1:0 |     |     | 3:0 | 3:1 | 0:1 |     |     |     |     | 2:0 | 38 | 10 | 9  | 19 | 37-56 | 29 |
| 24 | «Металург» (Дніпродзержинськ) | 2:1 | 2:1 |     | 4:2 |     |     | 1:2 | 1:2 | 1:0 |     |     |     |     | 2:0 | 38 | 9  | 11 | 18 | 40-57 | 29 |
| 25 | «Океан» (Керч)                | 0:0 | 1:0 |     | 2:1 |     |     | 2:1 | 2:1 | 2:2 |     |     |     |     | 2:0 | 38 | 9  | 10 | 19 | 38-65 | 28 |
| 26 | «Дніпро» (Черкаси)            |     |     | 0:1 |     | 0:2 | 0:2 |     |     |     | 2:1 | 1:0 | 0:0 | 0:2 |     | 38 | 3  | 9  | 26 | 11-55 | 15 |

## Бомбардири
Найкращі голеадори чемпіонату УРСР:
| Футболіст            | Команда                    | Голи |
| -------------------- | -------------------------- | ---- |
| Віктор Насташевський | СКА (Київ)                 | 22   |
| Федір Васильченко    | «Шахтар» (Горлівка)        | 20   |
| Микола Кудрицький    | «Кривбас» (Кривий Ріг)     | 18   |
| Петро Прядун         | «Нива» (Бережани)          | 18   |
| Ігор Яворський       | «Колос» (Межиріч)          | 18   |
| Юрій Зуйков          | «Океан» (Керч)             | 17   |
| Володимир Шишков     | «Спартак» (Житомир)        | 15   |
| Сергій Шевченко      | «Нива» (Вінниця)           | 14   |
| Олександр Новиков    | «Колос» (Межиріч)          | 14   |
| Юрій Смагін          | «Суднобудівник» (Миколаїв) | 14   |
| Василь Мартиненко    | «Закарпаття» (Ужгород)     | 14   |
| Геннадій Горшков     | «Десна» (Чернігів)         | 14   |
| Сергій Марусин       | СКА (Одеса)                | 13   |
| Олексій Борщенко     | «Кристал» (Херсон)         | 13   |
| Стефан Баран         | «Спартак» (Житомир)        | 13   |
| Сергій Ралюченко     | «Зірка» (Кіровоград)       | 13   |
| Андрій Федецький     | «Торпедо» (Луцьк)          | 12   |
| Віктор Олійник       | «Буковина» (Чернівці)      | 12   |
| Степан Павлов        | «Атлантика» (Севастополь)  | 12   |
| Микола Самойленко    | «Колос» (Межиріч)          | 11   |
| Віталій Дмитренко    | «Кривбас» (Кривий Ріг)     | 11   |
| Іван Яремчук         | СКА (Київ)                 | 11   |
| Віктор Чипіжний      | «Нива» (Бережани)          | 11   |
| Віктор Муравський    | «Поділля» (Хмельницький)   | 11   |
| Василь Борис         | «Атлантика» (Севастополь)  | 11   |

## Призери
Гравці перших трьох команд, які взяли участь в не менш як половині матчів нагороджуються медалями. Подаємо список футболістів, які виступали в складах команд-призерів.
| 1. «Нива» (Вінниця) |
| Воротарі: Анатолій Бабенко (33), Микола Загоруйко (5). Захисники: Іван Паламар (35, 5), Іван Панчишин (34, 4), Олександр Бобарико (30, 5), Ігор Лисик (22, 2), Іван Вишневський (14), Олександр Лех (13), Ігор Тімощук (12), Сергій Руденко (3). Півзахисники: Паша Касанов (36, 9), Ярослав Заяць (35, 3), Олег Мокшак (32), Іван Буловчак (29), Юрій Савенко (25), Вадим Тищенко (16, 1). Нападники: Сергій Шевченко (34, 14), Володимир Снилик (34, 5), Вадим Сорокін (21, 2), Сергій Мурадян (19, 4), Всеволод Гущак (13, 4). Головний тренер — Юхим Школьников, начальник команди — Георгій Кушнір, тренер — Анатолій Шидловський. |
| 2. «Колос» |
| Воротарі: Володимир Стрижевський (33), Віктор Демченко (3). Захисники: Леонтій Галюта (34, 1), Володимир Кузовлєв (34), Юрій Шаріппо (34), Михайло Паламарчук (34), Олександр Приходько (13), Павло Чубенко (10, 1), Леонід Ягелович (1). Півзахисники: Віктор Будник (35, 3), Володимир Чирков (32, 2), Григорій Лазарко (32, 2), Віктор Червоний (25, 1), Ігор Шевчик (14), Олександр Червоний (6), Дмитро Шестаков (1), Іван Коваленко (1). Нападники: Ігор Яворський (34, 18), Олександр Новиков (32, 14), Микола Самойленко (31, 11), Юрій Іванов (20, 2), Олександр Усатий (4), Ігор Труш (1). Автогол: Геннадій Перепаденко (СКА Одеса). Головний тренер — Олександр Попиначенко, начальник команди — Павло Костін, тренери — Олександр Ткаченко, Леонід Іщук. |
| 3. «Суднобудівник» |
| Воротарі: Анатолій Ставка (32, 15п), Андрій Єфимов (4, 7п). Захисники: Віктор Писаков (36, 4), Сергій Найденко (33), Валерій Мазур (27, 2), Ігор Шидловський (24, 1), В'ячеслав Мазараті (23, 1), Сергій Шевченко (12, 1), Ігор Милюкін (9, 2). Півзахисники: Анатолій Оленєв (33, 6), Сергій Циганков (33), Леонід Малий (28, 4), Борис Маринцов (31, 2), Валентин Кицаєв (21, 3), Микола Бєлан (20, 2), Олег Мовіла (4). Нападники: Святослав Петренко (36, 7), Юрій Смагін (35, 14), Олександр Криштан (24), Микола Єрмолаєнко (15, 3). Головний тренер — Євген Кучеревський, начальник команди — Йосип Аптекар, тренер — Станіслав Байда. |

## Перехідний турнір
| Місце | Команда                | В | Н | П | М'ячі | О |
| ----- | ---------------------- | - | - | - | ----- | - |
| 1     | «Крила Рад» (Куйбишев) | 3 | 1 | 0 | 9—3   | 7 |
| 2     | «Нива» (Вінниця)       | 1 | 1 | 2 | 3—3   | 3 |
| 3     | «Целинник» Цілиноград  | 1 | 0 | 3 | 2—8   | 2 |

## Найкращі футболісти
Наприкінці сезону Федерація футболу України затвердила список 22-ти найкращих гравців першості:
| Позиція                      | Перший склад                         | Другий склад                  |
| ---------------------------- | ------------------------------------ | ----------------------------- |
| Воротарі                     | Володимир Стрижевський («Колос»)     | Юрій Панфілов (СКА Од)        |
| Праві захисники              | Ігор Біскуп («Нива» Б)               | Роман Угренчук («Буковина»)   |
| Задні центральні захисники   | Віктор Писаков («Суднобудівник»)     | Юрій Гій («Буковина»)         |
| Передні центральні захисники | Іван Панчишин («Нива» В)             | Леонід Гайдаржі («Кристал»)   |
| Ліві захисники               | Іван Паламар («Нива» В)              | Сергій Матухно (СКА Од)       |
| Праві півзахисники           | Святослав Петренко («Суднобудівник») | Володимир Мозолюк («Торпедо») |
| Центральні півзахисники      | Вадим Тищенко («Нива» В)             | Валентин Ковач («Закарпаття») |
| Ліві півзахисники            | Сергій Марусин (СКА ОД)              | Ігор Черненко («Зірка»)       |
| Праві нападники              | Юрій Смагін («Суднобудівник»)        | Віктор Насташевський (СКА К)  |
| Центральні нападники         | Ігор Яворський («Колос»)             | Микола Кудрицький («Кривбас») |
| Ліві нападники               | Дмитро Білоус («Буковина»)           | Іван Яремчук (СКА К)          |

## Турнір КФК
Переможці й призери обласних змагань, усього 49 колективів фізичної культури, розпочали в травні боротьбу за звання чемпіона України і право виступати в другій лізі. Спочатку всі команди були розподілені на шість територіальних зон. Переможці даоколових турнірів виходили до фіналу.
З 1973 року звання чемпіона УРСР серед колективів фізичної культури здобували господарі змагань. У сезоні-84 організатори першості вирішили провести турнір на нейтральному полі. На футбольних аренах Красноперекопська і Армянська змагалися: «Нафтовик» (Долина), «Автомобіліст» (Львів), «Схід» (Київ), «Ворскла» (Полтава), «Енергія» (Нова Каховка) і «Торпедо» (Запоріжжя)
Переможцями фінального турніру стали запорізькі футболісти. Команда «Торпедо» виступала в такому складі: Володимир Бондаренко, Олексій Рудика, Олександр Рудика, Володимир Ходус, Григорій Негірьов, Едуард Тимошенко, Олександр Заєць, Олександр Степаненко, Євген Чеботарьов, Павло Басов, Сергій Устинов, Володимир Ганчев, Олександр Єфименко, Леонід Войтюк, Ігор Кузьменко, Олександр Шеєнко, Олег Білоцерківський, Микола Гончаров. Тренер — Григорій Вуль.